# Williams FW41
El Williams FW41 fue un monoplaza Fórmula 1 diseñado por Williams para competir en la temporada 2018. La unidad de potencia y el sistema de recuperación de energía fueron de Mercedes. El coche fue conducido por el canadiense Lance Stroll y por el debutante ruso Sergey Sirotkin.
El equipo solamente sumó siete puntos en toda la temporada, finalizando últimos en el campeonato. Fue la peor temporada de la historia del equipo hasta ese entonces.

## Resultados
(Clave) (negrita indica pole position) (cursiva indica vuelta rápida)

| Año     | Motor                                  | Neu. | N.º | Pilotos         | 1   | 3   | 2   | 4   | 5   | 6   | 7   | 8   | 9   | 10  | 11  | 12  | 13  | 14  | 15  | 16  | 17  | 18  | 19  | 20  | 21  | Puntos | Pos. |
| ------- | -------------------------------------- | ---- | --- | --------------- | --- | --- | --- | --- | --- | --- | --- | --- | --- | --- | --- | --- | --- | --- | --- | --- | --- | --- | --- | --- | --- | ------ | ---- |
| 2018    | Mercedes-AMG F1 M09 EQ Power+ V6 Turbo | P    |     |                 | AUS | BHR | CHN | AZE | ESP | MON | CAN | FRA | AUT | GBR | GER | HUN | BEL | ITA | SIN | RUS | JPN | USA | MEX | BRA | ABU | 7      | 10.º |
| 2018    | Mercedes-AMG F1 M09 EQ Power+ V6 Turbo | P    | 18  | Lance Stroll    | 14  | 14  | 14  | 8   | 11  | 17  | Ret | 17† | 13  | 12  | Ret | 17  | 13  | 9   | 15  | 15  | 17  | 14  | 12  | 18  | 13  | 7      | 10.º |
| 2018    | Mercedes-AMG F1 M09 EQ Power+ V6 Turbo | P    | 35  | Sergey Sirotkin | Ret | 15  | 15  | Ret | 14  | 16  | 17  | 15  | 14  | 14  | Ret | 16  | 12  | 10  | 19  | 18  | 16  | 13  | 13  | 16  | 15  | 7      | 10.º |
| Fuente: |                                        |      |     |                 |     |     |     |     |     |     |     |     |     |     |     |     |     |     |     |     |     |     |     |     |     |        |      |